# Rio Jaguaribe (vattendrag i Brasilien, Bahia)
Rio Jaguaribe är ett vattendrag i Brasilien.   Det ligger i delstaten Bahia, i den östra delen av landet, 1 000 km öster om huvudstaden Brasília.
Trakten runt Rio Jaguaribe består huvudsakligen av våtmarker. Runt Rio Jaguaribe är det glesbefolkat, med 14 invånare per kvadratkilometer.